# Königheim
Königheim è un comune tedesco di 3 015 abitanti, situato nel land del Baden-Württemberg.